# دام (فیلم ۱۹۸۵)
دام (ایتالیایی: La Gabbia) فیلمی در ژانر مهیج اروتیک با بازی تونی موسانته، لائورا آنتونلی و فلوریندا بولکن است که در سال ۱۹۸۵ منتشر شد.